# Lars Hedegaard
Lars Hedegaard Jensen, född 19 september 1942 i Horsens i Danmark, är en dansk journalist och författare. Han leder Trykkefrihedsselskabet af 2004 och grundade den svenska motsvarigheten Tryckfrihetssällskapet tillsammans med Ingrid Carlqvist. Han är medgrundare och CEO för tidningen Dispatch International, vilken i svensk media har beskrivits som islamfientlig.

## Privatliv
År 1969 konverterade Hedegaard till judendomen i samband med sitt första äktenskap i Los Angeles. Lars Hedegaard var under unga år aktiv på den politiska vänsterkanten och var fram till 1982 medlem i Socialistisk Arbejderparti.

## Karriär
Hedegaard arbetade som gymnasielärare 1971–1972, och var därefter en av huvudredaktörerna för bokserien Fundamental Historie som beskrev världshistorien från en marxistisk-materialistisk synvinkel. Han var under tidigt 1980-tal redaktör för en årgång av danska När var hur och arbetade därefter som konsult på redaktionen för danska LO:s nyhetsbrev. Han var redaktör på Nordiska rådet 1990-2001. 
Enligt Hedegaard själv blev han 2008 uppsagd från sin anställning som krönikör vid tidningen Berlingske Tidende efter att ha ignorerat upprepade tillsägningar från ledningen att mildra sin kritik av islam.

## Åtal för hets mot folkgrupp
Lars Hedegaard dömdes 2009 till böter på 5000 DKK för hets mot folkgrupp (den danska "racismeparagraffen"), men blev friad efter överklagande till danska Högsta domstolen. Fallet avsåg uttalanden som Hedegaard gjort under en intervju då han jämförde islamism med kommunism och nazism, och då han hävdade att muslimska män våldtar sina egna barn och att de ur ett muslimskt perspektiv skulle ha rätt att våldta kvinnor. Hedegaard beklagade att uttalandet kunde uppfattas som att han hade avsett att anklaga alla muslimer för övergrepp på sina barn.

## Mordförsök
Lars Hedegaard utsattes för mordförsök av en pistolbeväpnad man utanför sitt hem den 5 februari 2013. Skytten missade, pistolen fastnade, det uppstod ett handgemäng och angriparen sprang utan att Hedegaard skadades. Den socialdemokratiska danska statsministern Helle Thorning-Schmidt fördömde attacken och sade att händelsen var ännu allvarligare om motivet var att förhindra Hedegaard från att använda det fria ordet.